# Римско-Корсаковка
Римско-Корсаковка — посёлок в Краснопартизанском районе Саратовской области, в составе городского поселения Горновское муниципальное образование.
Население — 484 (2010) человек.

## История
Железнодорожная станция и посёлок Римско-Корсаковка были основаны в 1890-х годах на Ершово-Николаевской ветке Покровско-Уральской линии Рязано-Уральской железной дороги. Название станция получила по фамилии землевладельца Римского-Корсакова, от которого приобретена земля под станцию. Усадьба имения господина Римского-Корсакова находилась в 5 верстах от станции; при этой усадьбе расположена деревня Подшибаловка, со смешанным немецким и русским населением в 50 дворов, с одной земской школой. Согласно Списку населенных мест Самарской губернии, составленному в 1900 году, в 1897 году при станции Римско-Корсаковка проживало 30 мужчин и 26 женщин. Административно посёлок относился к Верхне-Кушумской волости Новоузенского уезда
Согласно Списку населённых мест Самарской губернии 1910 года в Римско-Корсаковке имелось 5 дворов, водокачка, проживали 16 мужчин и 13 женщин. В 1911 году в полуверсте от станции переселенцы из Екатеринославской губернии, братья Роменские, основавшие довольно хороший хутор, владея 250 десятинами земли, построили мельницу с нефтяным двигателем, вырабатывающую в сутки до 600 пудов муки, идущей преимущественно для местного потребления; избыток, за удовлетворением местного спроса, вывозился по железной дороге.

## Физико-географическая характеристика
Посёлок находится в Заволжье, в степи, на высоте около 115 метров над уровнем моря. В окрестностях посёлка распространены чернозёмы южные и тёмно-каштановые почвы.
Посёлок расположен примерно в 22 км по прямой южнее районного центра рабочего посёлка Горный. По автомобильным дорогам расстояние до районного центра составляет 26 км, до областного центра города Саратов — 220 км, до Самары — 260 км, до ближайшего города Ершова — 40 км.
Часовой пояс
Римско-Корсаковка, как и вся Саратовская область, находится в часовой зоне МСК+1. Смещение применяемого времени относительно UTC составляет +4:00.

## Население
Динамика численности населения по годам:
| Годы      | 1897 | 1910 | 2002 |
| --------- | ---- | ---- | ---- |
| Население | 56   | 29   | 645  |

| 2002 | 2010 |
| ---- | ---- |
| 645  | ↘484 |

Национальный состав
Согласно результатам переписи 2002 года русские составляли 90 % населения посёлка.